# کتارین (کانزاس)
کتارین (به انگلیسی: Catharine) شهری در ایالت کانزاس کشور ایالات متحده آمریکا است که جمعیت آن در سرشماری سال ۲۰۱۰ میلادی، ۱۰۴ نفر بوده‌است.